# Бродский, Израиль Маркович
Израиль Маркович Бродский (1823, Златополь, Киевская губерния — 29 сентября [11 октября] 1888, Киев) — русский сахарозаводчик, основатель династии Бродских, меценат и филантроп.

## Биография

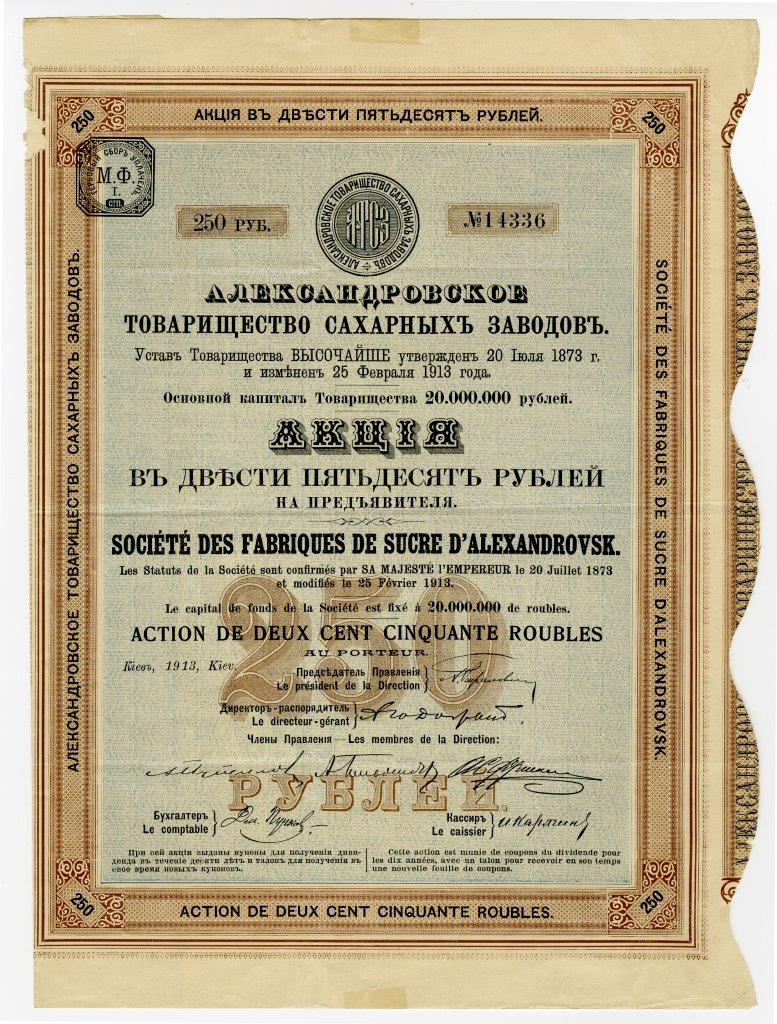
Акция в 250 руб. на предъявителя Александровского товарищества сахарных заводов. Киев, 1913 г.

Родился в семье предпринимателя Меера Шора, правнука раввина Сендера (Александра) Шора, который жил в городе Жолкве в конце XVII века и был из семейства Твиас-Шор. Меер Шор переехал в Златополь из местечка Броды и женился на дочери местного богатого еврея. После смерти Меера Шора, Израиль получил свою часть наследства — 40 тысяч рублей.
Израиль Бродский начал заниматься производством сахара арендуя сахарные заводы, однако из-за неимения опыта почти полностью прогорел, сохранив однако небольшую часть своего капитала.
Бродский начал часто бывать на заводах графа А. А. Бобринского, учиться, наблюдая за работой мастеровых и агрономов.
Свой первый сахарорафинадный завод 23-летний Израиль Бродский основал в 1846 году в селе Лебедин, неподалёку от Златополя, в восьми верстах от будущей станции Шпола. Его компаньоном стал местный землевладелец Пётр Лопухин. Компаньоны приобрели пришедший в упадок Лебединский сахарный завод и переоборудовали его в сахарорафинадный — рафинад в то время был более прибыльным продуктом.
Восемь лет они были компаньонами, а затем производство перешло в полную собственность Бродского. Лебединский сахарный завод нарастил объёмы производства с 10 тысяч пудов до 1 млн пудов сахара-рафинада ежегодно.
В 1855 году Израиль Бродский в Златополе основал приют для бедных стариков и пожертвовал для него имение в Бобринецком уезде в полторы тысячи десятин земли, которое давало более 3 тысяч рублей годового дохода.
Израиль Бродский также основал сахарный завод в Одессе, взял в долгосрочную аренду Райгородский сахарный завод.
В 1860 году Израиль Бродский переехал в Одессу со своей семьёй — женой Хаей, четырьмя сыновьями и тремя дочерьми.
В декабре 1865 года Бродский подал прошение о причислении его из одесских купцов в киевские.
В апреле 1870 года Израиль Бродский купил в Киеве на Подоле мельницу, которая стала называться его именем — мельница Бродского.
В 1873 году Израиль Бродский основал Александровское товарищество сахарных заводов — крупнейший свеклосахарный трест в Российской империи, в который вошло 7 заводов.
В дальнейшем трест пополнился ещё четырьмя заводами — Корюковским, Томашпольским, Махаринским и Воскресенковским — под руководством Бродского было уже 13 сахарных заводов — 10 сахарных и 3 рафинадных. На заводах работали более 10 тысяч человек. Заводы товарищества производили в своё время от 15 до 25 % всего отечественного рафинада. К 1913 году, уже при наследниках Израиля Марковича, основной капитал Александровского товарищества составил баснословные по тем временам 20 млн руб.
Израиль Бродский много средств тратил на благотворительность и строительство.
В 1885 году в новом Лукьяновском районе Киева на выделенные Бродским деньги (150 тысяч рублей) строят еврейскую больницу на 100 коек. Лечение и лекарства в больнице были бесплатными, не только для стационарных, но и амбулаторных больных.
Бродский также выделил более 40 тысяч рублей на строительство, оборудование и содержание ремесленного училища для детей из бедных семей.
Умер Бродский от порока сердца 29 сентября (11 октября) 1888 года в Киеве.

## Семья
- Отец — Меер Шор, мать — Мариам.
- Братья — Абрам, Зельман, Исаак и Иосиф.
- Жена — Хая.
- четыре сына — Иона (страдал психическим недугом и находился под опекой братьев), Лазарь, Лев, Соломон.
- три дочери.

## Отзывы современников
Это был на вид очень почтенный старик, напоминавший собою по наружности библейского патриарха. Он был чрезвычайный богач. Мне приходилось с ним неоднократно разговаривать, вести чисто деловые беседы, и всегда он производил на меня впечатление человека замечательно умного, но почти совсем необразованного.— Витте С. Ю. 1849—1894: Детство. Царствования Александра II и Александра III, глава 9 // Воспоминания. — М.: Соцэкгиз, 1960. — Т. 1. — С. 178—179. — 75 000 экз.

Правда, он родину свою — местечко Златополь осыпал благодеяниями. Там все общественные благотворительные учреждения удовлетворены и обеспечены на вечные времена соответствующими капиталами и доходами с подаренного этим учреждениям имения с лишком в две тысячи десятин земли.— Газета «Киевское слово».
.